# Paul Cooper (cầu thủ bóng đá, sinh năm 1975)
Paul Cooper (sinh ngày 24 tháng 12 năm 1975) là một cầu thủ bóng đá người Anh thi đấu ở Football League cho Darlington.